# Mike Williams (golfer)
Mike Williams (Bulawayo, 18 maart 1956) is een golfprofessional uit Zimbabwe.
Williams speelde rugby en cricket en begon met golf toen hij 28 jaar was. In 1992 werd hij professional. Hij speelde op de Safari Tour en werd derdde op de Afrikaanse ranking in 1996.
Tot 2004 was hij voorzitter van de PGA in Zimbabwe. Sindsdien besteedt hij zijn energie aan zijn spel op de Europese Senior Tour. In 2005 probeerden 300 spelers zich te kwalificeren voor de Senior Tour; hij eindigde op de 16de plaats.
In 2010 heeft hij voor eind juni zes toernooien gespeeld en bij alle zes de cut gehaald.